# Réservoir Manic 3
Der Stausee Réservoir Manic 3 liegt am Fluss Rivière Manicouagan, etwa 75 km nördlich von Baie-Comeau in der kanadischen Provinz Québec.
Das Réservoir Manic 3 wird vom Staudamm Barrage Manic-3, der in den Jahren 1970 bis 1976 erbaut wurde, (bei 49° 44′ 25″ N, 68° 35′ 34″ W) gebildet.
Das zugehörige Speicherkraftwerk Centrale René-Lévesque (bei 49° 44′ 27″ N, 68° 35′ 40″ W) liegt in einer Kaverne. Es besitzt eine installierte Leistung von 1244 MW (6 Francis-Turbinen) und nutzt ein hydraulisches Potential von 94 m.
Das Kraftwerk wurde im Juni 2010 zu Ehren des früheren Premierministers von Québec, René Lévesque, umbenannt.